# Aloisianum
La storia dei rapporti tra la famiglia Bassetti e l'Aloisianum di Gallarate è ancora testimoniata da Padre Caldiroli.

"Ero nato e vissuto nell'Alto Milanese, avevo studiato filosofia all'Aloisianum dal 1936 al 1938 e proprio in questi anni avevo conosciuto parecchie persone e soprattutto avevo avuto l'occasione di andare spesso a Villa Rosa (residenza della mamma e delle sorelle del signor Giannino [Bassetti, ndr]) e quindi di conoscere l'origine dell'Aloisianum. Seppi che l'idea prima della signora Rosa era di costruire una chiesa vicino alla loro villa. Ma Padre Beretta, suo confessore, suggeriva: «Signora è inutile che facciamo la chiesa se non ci sono gli uomini per dirigerla. Prima facciamo gli uomini, poi si farà la chiesa.» Così nacque l'Aloisianum, finito nel 1936, dotato di ben 120 camere e di ogni attrezzatura necessaria per il regolare funzionamento di una facoltà necessaria.

Purtroppo però nel 1948 la signora Rosa ci lasciava senza aver visto la chiesa tanto desiderata. Nel 1950 o 1951, pensando al desiderio della Mamma, rimasto ancora dopo tanti anni irrealizzato, il signor Giannino mandava un suo architetto dai superiori dell'Aloisianum a presentare un progetto per la costruzione della chiesa. Ma il padre rettore di allora sembra che non abbia compreso a fondo le intenzioni dei signori Bassetti in proposito: se si facevano promotori della costruzione, certamente intendevano farsi promotori anche dei relativi finanziamenti. Il signor Giannino, come era suo stile, di fronte alla incomprensione degli eventuali beneficiati, con molta delicatezza si ritirava. Quando poi un nuovo rettore nel 1953 iniziò la costruzione della chiesa, forse non conoscendo i precedenti, non ebbe neppure l'attenzione di avvertire i signori Bassetti, né tanto meno di chiedere la loro collaborazione. Questa era la storia e la situazione agli inizi del 1954, quando ebbi l'incarico di portare a termine un'opera ormai ferma da alcuni mesi per ragioni tecniche e soprattutto finanziarie.

Essendo tutto a mia conoscenza, ho pensato subito di informare il signor Giannino e di farlo partecipe alla realizzazione di una chiesa tanto desiderata da sua mamma. Non si aspettava altro: «Ma come, qualche tempo fa, vi ho mandato un mio architetto con un bel progetto... forse troppo bello! E i vostri superiori di allora non avevano capito niente, né del progetto, né tanto meno delle intenzioni di chi lo mandava!»

La chiesa del Sacro Cuore nel parco dell'Aloisianum, di ispirazione paleocristiana, fu progettata dall'architetto Ottavio Cabiati, sotto la cui direzione dal 1952 al 1954 si eressero le strutture murarie e si portarono a compimento le rifiniture esterne e il soffitto ligneo della navata centrale. Alla ripresa dei lavori, nel 1955, lo studio di architettura C+3S degli architetti Giuseppe Crespi, Pietro Sartorio e Enrico Spampinato, in collaborazione appunto con Padre Caldiroli, condusse a termine l'opera nei particolari artistici ma anche tecnici..."

(Estratto da: Giannino Bassetti: l'imprenditore raccontato di Roberta Garruccio e Germano Maifreda)
L'Aloisianum è l'istituto universitario di studi filosofici dei Gesuiti, già Pontificia Facoltà di Filosofia, nato a Gallarate in provincia di Varese e con sede anche a Padova. È retto dalla Compagnia di Gesù, che ha sede a Roma.

Il nome deriva da Aloisius (Luigi in latino), ed è dedicato al gesuita San Luigi Gonzaga.

In quanto Istituto Universitario, dal 1993 la Sede di Padova è affiliata alla Pontificia Università Gregoriana di Roma.
È noto nell'ambito della Chiesa Cattolica non solo per l'alto livello degli studi, ma anche perché vi studiò, presso la sede di Gallarate, il cardinale Carlo Maria Martini, già arcivescovo di Milano.
Sorse nel 1839 come seminario degli aspiranti gesuiti, dedicato a San Luigi Gonzaga. Dopo varie peregrinazioni per l'Italia, grazie alla generosa donazione della contessa Rosa Piantanida Bassetti Ottolini (della famiglia proprietaria delle Manifatture Bassetti, industriali gallaratesi del tessile), poté stabilirsi in Gallarate nel 1936, su una lunga costa morenica nell'elegante quartiere residenziale Ronchi, in quella che era stata parte della proprietà Bassetti.
A partire dal 1937 all'Aloisianum fu riconosciuta la facoltà di conferire i gradi accademici in Filosofia.

## Storia

### Nascita del Centro Studi Filosofici
Nel 1945 il Prof. Padovani, sfollato a Gallarate da Milano, in un colloquio con Padre Giacon auspicava una riunione di professori universitari di materie filosofiche, aderenti a una concezione cristiana della vita, per favorire un indirizzo non anticristiano alla rinascita degli studi filosofici del dopoguerra. Quasi contemporaneamente, senza però conoscere i precedenti al riguardo, il Prof. Stefanini, a Padova, incontrava lo stesso Padre Carlo Giacon e gli faceva una proposta analoga. In un successivo incontro a Pavia Padre Giacon raccolse al riguardo la piena adesione da parte del Prof. Sciacca, e poi ancora dal Prof. Guzzo incontrato a Vallo, vicino a Torino.
Venne così decisa una riunione, invitando i gruppi universitari di Bologna, Genova, Milano, Padova, Torino: non essendo all'epoca ancora possibile comunicare oltre Appennino, l'invito si limitò alle città del Nord Italia. Promotore del convegno fissato per il 22-24 ottobre del 1945 fu un comitato composto dai Professori Battaglia, Guzzo, Padovani, Sciacca, Stefanini e Giacon. Il convegno, dal titolo Orientamenti contemporanei della filosofia cristiana e delle filosofie non cristiane, venne tenuto per motivi logistici presso l'Aloisianum di Gallarate, ormai rimasto libero dall'occupazione tedesca, dove già aveva sede la Pontificia Facoltà di Filosofia dei Padri Gesuiti dell'Italia settentrionale.
Dei 17 professori attesi solo 11 furono in grado di recarsi al convegno; gli altri, per problemi legati alla viabilità ancora problematica nell'Italia del dopoguerra, dovettero limitarsi ad inviare la propria cordiale adesione. A rappresentanza del meridione e delle isole era il Prof. Castelli (Direttore dell'Istituto di Studi Filosofici di Roma). Al suo termine venne deciso all'unanimità di rendere tale incontro periodico, allargando l'invito ai docenti universitari cristiani di filosofia di tutta Italia. Col susseguirsi dei convegni si andò costituendo un vero e proprio Movimento di Gallarate, i cui rappresentanti si fecero presto notare durante la partecipazione a Congressi nazionali e internazionali. Al contempo il Movimento promosse pubblicazioni di alto interesse filosofico, partecipando, tra l'altro, alla compilazione della Bibliografia filosofica italiana dal 1900 al 1950 (bibliografia che viene tuttora aggiornata e trova pubblicazione annuale presso diversi editori: Marzorati, Morcelliana, Gregoriana, Olschki). Venne inoltre discusso il progetto di un grande Dizionario filosofico che potesse competere col Wörterbuch der philosophischen Begriffe dell'Eisler, e si pensò pure alla promozione degli studi filosofici con premi e borse di studio per il perfezionamento. Tutte iniziative sorrette dalla generosità di un gruppo di industriali gallaratesi.
Nacque così, nel 1946 il Centro Studi Filosofici di Gallarate, istituito poi formalmente solo nel 1954 a Padova, che da allora promuove i Convegni annuali, giunti nel 2007 alla 62ª edizione. I volumi monografici che ne risultano sono poi oggetto di pubblicazione. Il Centro contribuisce così ad arricchire il panorama culturale italiano, e rimane a tutt'oggi un propulsore per la cultura filosofica europea.

La Sovrintendenza archivistica per il Veneto ha dichiarato di «notevole interesse storico l'archivio del "Centro Studi Filosofici" di Gallarate di proprietà della Fondazione perché documenta l'attività dell'istituzione culturale fondata dal gesuita Carlo Giacon (Padova 28.12.1900 - Gallarate (Varese) 17.12.1984, fondatore dell'Istituto di Storia della Filosofia di Padova) nel secondo dopoguerra. Al nucleo originario delle carte di C. Giacon si aggiungono i carteggi successivi che documentano l'attività del Centro.»
Il Centro Studi Filosofici è stato poi costituito in fondazione il 13 settembre 1998 (ottenendo personalità giuridica con DM 64 del 27 gennaio 1999).

Attualmente, Presidente del comitato scientifico del centro è Virgilio Melchiorre, professore di filosofia teoretica all'Università Cattolica del Sacro Cuore di Milano.
Nel 1958 il Centro di Gallarate pubblicò la prima edizione in assoluto dell'Enciclopedia Filosofica, ampiamente conosciuta e riconosciuta anche all'estero. Già con la seconda edizione, nel 1968, l'Enciclopedia raggiunse i nove volumi. Fu poi ristampata nel 1979, e nel 2008 si giunse alla terza edizione, interamente rielaborata.

### Cessazione della facoltà di filosofia
Dopo 43 anni di attività in qualità di facoltà di filosofia, dal 1970 l'Aloisianum cessa di essere sede universitaria. 

## Attività
L'Aloisianum rimane centro primario di attività culturali sotto vari aspetti:
Ormai ultraottantenne, padre Roberto Busa dell'Università Gregoriana di Roma è stato tra i precursori dell'informatica per l'analisi del testo, la lessicografia e la ricerca bibliografica.
Nel 1946, mentre stava redigendo una tesi su san Tommaso d'Aquino (la sua tesi avrà per titolo "La Terminologia Tomistica dell'interiorità"), matura l'idea di una verifica puntuale e integrale del lessico di san Tommaso proponendosi di servirsi di macchine adeguate. Nel 1949, trovandosi a New York, contattò Thomas Watson Sr., amministratore delegato dell'IBM, e lo convinse a fornire sostegno alle sue attività.
Iniziò a lavorare allora al progetto dell'Index Thomisticus, che si proponeva di lemmatizzare (ovvero di redigere l'indice lessicale e delle concordanze) l'intero corpus del filosofo, codificando ogni parola e registrandone tutte le flessioni; dapprima servendosi di schede perforate, poi di nastri magnetici sempre più capaci. Finalmente, nel 1980, il lavoro (per un totale di 62.550 pagine) fu terminato presso l'Aloisianum di Gallarate e pubblicato in 56 volumi, col nome Index Thomisticus: sancti Thomae Aquinatis operum omnium indices e concordantiae.
Successivamente, con l'aiuto di Piero Slocovich, nel 1989 venne realizzata una versione dell'Index sotto forma di ipertesto consultabile interattivamente e pubblicata su CD-ROM (Thomae Aquinatis Opera Omnia), e dal 2005, con l'aiuto di Enrique Alarcón e Eduardo Bernot, disponibile anche via web in inglese [1]; ancora oggi è uno dei mezzi più utili per chi vuol fare ricerche su san Tommaso d'Aquino, permettendo di rintracciare tutti i passi che contengono una qualsiasi parola contenuta nei 118 libri di san Tommaso ed in altri 61 di autori contemporanei. Questo sistema consente inoltre un'analisi linguistica del latino dell'epoca, dello stile dell'autore e permette la consultazione rapidissima delle occorrenze di ogni termine. Il sistema distingue inoltre i termini omografi, quei termini cioè che si scrivono allo stesso modo ma derivano da lemmi differenti e possiedono perciò significati diversi. Ad esempio: cercando la parola facies (che può significare sia il sostantivo viso che il verbo fare) il sistema avverte che esistono due significati possibili e chiede all'utente su quale desidera compiere l'analisi (quello che, in sostanza, sarà il compito del futuro linguista computazionale).
Grazie all'opera iniziata da padre Busa, la lessicografia e l'ermeneutica testuale ricevettero un grande contributo, e dettero inizio a quella che qualche anno più tardi avrebbe preso il nome di "linguistica computazionale".
Padre Busa nel 1992 ha fondato la Scuola di Lessicografia ed Ermeneutica all'interno della Facoltà di Filosofia della Pontificia Università Gregoriana. Tale scuola promuove il campo ermeneutico e lessicologico mediante l'approfondimento del metodo lessicografico; mediante la riflessione sistematica sull'ontologia generativa del linguaggio e mediante lo studio del vocabolario intellettuale cristiano (specialmente quello del latino medievale - i Lemmata Christianorum - e ancor più in particolare di quello tommasiano, contribuendo alla creazione del Lexicon Thomisticum), e si caratterizza per il suo prioritario campo di indagine, l'analisi della patristica e della scolastica, e per il mezzo adottato per fare tutto ciò: l'informatica.
Questi lavori, con l'eccezione dell'Index, che ha avuto successo tra gli studiosi di san Tommaso, non hanno avuto una grande diffusione. Perché potessero essere apprezzati era necessario attendere la nascita di un'editoria elettronica di massa, un mercato e la diffusione in massa dei personal computer.
Oggi, la stessa quantità di informazioni non ha più bisogno di un supporto fisico, e viaggia in pochi istanti da un capo all'altro del mondo grazie al web.
Il 20 giugno 2025, ad opera della Società Gallaratese per gli Studi Patri, si è tenuto presso il Museo degli Studi Patri di Gallarate la conferenza "Padre Alberto Busa e l'origine dell'AI nel Gallaratese, con la proiezione del documentario "Busa: il gesuita che vide l'AI".
- la biblioteca, con 116.000 testi, accessibili agli studiosi;
- il monumentale Index Thomisticus[3], con l'indicizzazione completa di tutte le occorrenze di ogni singola parola usata nelle opere di san Tommaso. Elaborato da padre Roberto Busa, dal 1946 al 1980, è un'opera in 56 volumi (per un totale di 62550 pagine) che ha dato inizio alla linguistica computazionale (per la sua elaborazione sono stati usati 10 milioni di schede meccanografiche);
- l'Enciclopedia Filosofica, un'opera ora in tredici volumi con 13.500 lemmi, che ha segnato profondamente la cultura filosofica italiana;
- gli annuali Convegni Filosofici, che hanno dato vita ad un autentico movimento di pensiero di portata universale;
- la Procura delle Missioni;
- l'I.R.I.S., una cooperativa sociale, diretta nelle sue varie sezioni sociali (tra cui il "Servizio di Televita") ed artistiche (laboratorio artistico di decorazione della ceramica, con artisti portatori di handicap) da padre Alfredo Imperatori. Il "Servizio di Televita" si rivolge a persone anziane e sole, garantendo servizi di soccorso e assistenza in caso di necessità. Infatti queste possono in qualsiasi momento entrare in contatto con gli operatori della centrale operativa, per avere consigli, conforto, sostegno e per comunicare con un'èquipe medica in grado di fornire notizie di carattere sanitario. E, attraverso il "Telesoccorso", è possibile inviare un segnale d'allarme mediante un telecomando indossabile al collo (come una collana) da parte dell'anziano, allertando la centrale operativa e attivando un immediato contatto con la stessa che, sentito le necessità dell'assistito, ne informa immediatamente i soccorritori che gli utenti abbonati avranno evidenziato nella scheda personale, i quali intervengono per ogni necessità. Tutti servizi offerti in convenzione con l'Ufficio Servizi Sociali dei comuni della zona del Gallaratese.

Le altre opere promosse dal Centro di Gallarate sono:
- il Dizionario dei filosofi (estratto dall'Enciclopedia Filosofica e tradotto anche in spagnolo);
- il Dizionario delle idee (estratto dall'Enciclopedia Filosofica);
- il Dizionario dei filosofi del '900 (pubblicato nel 1985), inteso come lavoro preparatorio per l'aggiornamento dell'Enciclopedia Filosofica);
- la collana "Filosofi antichi" (9 volumi, diretta dal Prof. Enrico Berti);
- la collana "Libertà e responsabilità" (pubblicata presso l'editrice il Messaggero di Padova);
- la traduzione italiana delle Opere di Romano Guardini (28 volumi, editrice Morcelliana di Brescia), curate dal Centro per esplicita volontà e testamento dell'Autore.

Sono nel frattempo giunte al termine le collane "Classici della filosofia cristiana" (8 volumi), "Filosofi moderni" (23 volumi) e "Filosofi contemporanei" (20 volumi), come pure la collana "Saggi e ricerche" (11 volumi) e i "Premi in filosofia 'Provincia di Varese'" (11 volumi), tendenti a sostenere giovani autori meritevoli.

## Sede

### L'edificio
Il nucleo centrale è costituito dal complesso universitario fronteggiato da cedri del Libano, biblioteca, sala convegni e refettorio. All'ultimo piano del complesso, fin dagli anni novanta, si trova un reparto che accoglie i padri gesuiti anziani, con necessità di cure o lungodegenti. Negli scantinati è il laboratorio di legatoria che si occupa della salvaguardia e della rilegatura dei volumi.

### Il parco
A occidente è posto il vasto orto e frutteto, con una lunga pergola di glicine che consente il passeggio al riparo dal sole, mentre a meridione è una pineta.

### La fattoria
A settentrione, fuori dalla cinta muraria, si trovava l'antica fattoria, già proprietà Bassetti, che veniva tradizionalmente gestita dall'Aloisianum. La classica pianta a croce latina è ancora riconoscibile nonostante le recenti modifiche (alienata e ristrutturata verso la fine degli anni ottanta). La fattoria fino agli anni ottanta ha svolto primaria funzione per i numerosi ospiti l'Aloisianum, oltre che per i vicini abitanti che vi si rivolgevano per l'acquisto diretto di prodotti ortofrutticoli e d'allevamento.

### La Chiesa del Sacro Cuore
Di fronte al complesso universitario sorge la chiesa del Sacro Cuore (eretta nel 1952 e ultimata nel 1959), tempio funzionale e moderno, minimalista, che integra l'impianto moderno con le opere d'arte e il disegno degli arredi, anticipando tendenze contemporanee.
La struttura esterna della chiesa risale al periodo 1952-1954 ed è di ispirazione neo-romanica. È interamente rivestita in mattoni a vista. In facciata vi sono ceramiche policrome di Angelo Biancini: ai lati dell'ingresso sono gli evangelisti, mentre al centro, in alto, è Gesù col Sacro Cuore).
La pianta interna è a croce latina, con il pavimento in marmo che delinea un calice aperto verso il presbiterio (marmo rosso in campo grigio). Al centro sono intrecciate le iniziali del motto della Compagnia di Gesù: Ad Maiorem Dei Gloria.
Il soffitto ligneo della navata centrale è opera di Guglielmo Movalli. 
L'essenzialità dello spazio è reso vibrante delle luci delle vetrate (di Willy Kaufmann), focalizzato sull'altare maggiore dove si innalza il grande crocifisso di bronzo (di Francesco Messina), con una studiata illuminazione che fa emergere ai lati della conca absidale due ombre di croci a rappresentare simbolicamente le croci dei due ladroni.
Ospita inoltre una Via Crucis di Francesco Messina, opere pittoriche del gesuita Fratel Venzo, Bianchi e altri.

Nei sotterranei è presente una cripta di raccoglimento.

#### La cripta
Si tratta di un piccolo santuario mariano, con, sopra l'altare, sullo sfondo di mosaico dorato (opera di Willy Kaufman), un quadro raffigurante una Madonna con Bambino (pure opera di Willy Kaufmann), consacrato dall’Arcivescovo Montini, ora beato Paolo VI.
All’ingresso della cripta sono due cappelline contenenti ceramiche policrome di Angelo Biancini: un San Carlo Borromeo che offre la Prima Comunione a San Luigi Gonzaga e un S. Francesco d’Assisi in preghiera davanti al Crocifisso.
Il pavimento è in parquet con intarsi marmorei. Le pareti sono rivestite di marmo giallo di Siena. Le fiancate sono occupate da due grandi vetrate e rappresentano la Crocifissione e le Nozze di Cana (opere di Willy Kaufmann). Sul soffitto, costituito da volte in mattoni sostenute da colonne, sono raffigurati a mosaico grezzo gli Apostoli (opera di Willy Kaufmann).  

##### Il Mausoleo Bassetti
All’ingresso della cripta, in controfacciata rispetto all'altare, si accede al mausoleo della famiglia Bassetti (progetto dell’arch. Pietro Palombo), storici benefattori della chiesa e dell’Aloisianum. Nella cripta ono presenti due statue, in marmo bianco di Carrara, rappresentanti la “Fede” e la “Carità” (opere di Francesco Messina).

#### L'organo
L'organo del 1957, ubicato in cantoria sopra l'ingresso principale, è l'opera n. 741 di Vincenzo Mascioni. È dotato di un vasto prospetto di canne in zinco, di cui solo una parte è sonante. La consolle, pure in cantoria ma indipendente dal corpo sonoro, è composta da due tastiere di 58 note e una pedaliera di tipo concavo-radiale di 30 note. I 18 registri sono comandati da placchette a bilico disposte verticalmente sopra due manuali e pedaliera. Lo strumento adotta trasmissioni elettromeccaniche e somieri di tipo elettropneumatico con membrane interne (a scarico).
L'ultimo restauro risale al settembre 2023, con revisione dell'intero organo, inaugurato poi con concerto tenutosi il successivo 27 ottobre .

## Finalità e caratteristiche
Sorto inizialmente come seminario degli aspiranti gesuiti, un secolo dopo ottiene la facoltà di conferire i gradi accademici in filosofia. Nel secondo dopoguerra diventa Centro Studi Filosofici, poi Fondazione. Dal 1970 non è più sede universitaria.
L'Aloisianum continua a ospitare convegni scientifici e tecnici, conferenze, raduni, manifestazioni culturali, mostre, concerti (tra cui i Pomeriggi Musicali).

## Facoltà
- Teologia

## Centri
- Centro Studi Filosofici, ora Fondazione

## Atenei associati
- Pontificia Università Gregoriana di Roma